# Посланието на съпруга
Посланието на съпруга (на английски: The Husband's Message) е староанглийско стихотворение от 54 стиха (2 – 8 от които са пострадали вследствие на изгаряне), запазено само в едно копие в Ексетърската книга. То разказва историята на мъж, който е принуден да напусне родината и съпругата си поради „кавга“. Сега заможният, установил се в обществото съпруг издялва послание на една дъска и го изпраща на съпругата си, разказвайки за миналите си беди, изказвайки любовта си към нея и умолявайки я да се присъедини към него в новия му дом. Според някои учени стихотворението е „любовна лирика“, но други го характеризират като елегия, поради чувството на загуба. Гласът на лиричния герой всъщност е гласът на дървото, на което е издялано посланието, с което стихотворението напомня за Сънят за Кръста. Първите два стиха може да се преведат: „Сега ще ви разкажа най-вече/ от какъв вид дърво, като потомство, израснах аз“. Посланието на съпруга е сходно по настроение и стил с Риданието на съпругата и според някои учени двете са свързани, но по този въпрос няма единодушие.